# Die Eine-Million-Dollar-Homepage

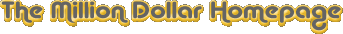
Logo der Eine-Million-Dollar-Homepage

Die Eine-Million-Dollar-Homepage ist eine Website, die 2005 von Alex Tew, einem Studenten aus Wiltshire, England, konzipiert wurde, um Geld für seine Universitätsausbildung zu sammeln. Die Homepage bestand aus einer Million Pixel, die in einem 1000 × 1000-Pixel-Raster angeordnet waren; die bildbasierten Links darauf wurden für 1 Dollar pro Pixel in 10 × 10 Blöcken verkauft.
Die Käufer dieser Pixelblöcke lieferten winzige Bilder, die darauf angezeigt werden sollten, eine URL, zu der die Bilder verlinkt waren, und einen Slogan, der angezeigt werden sollte, wenn man mit dem Cursor über den Link fährt. Ziel der Website war es, alle Pixel des Bildes zu verkaufen und damit eine Million Dollar Einkommen für den Urheber zu erzielen. Das Wall Street Journal hat kommentiert, dass die Website andere Websites nachhaltig inspiriert hat, Pixel zu verkaufen.
Die am 26. August 2005 gestartete Website wurde zu einem Internet-Phänomen. Die Alexa-Rangliste des Webverkehrs erreichte ihren Höchststand bei etwa 127; zum Stichtag waren es 40.044. Am 1. Januar 2006 wurden die letzten 1.000 Pixel bei eBay versteigert. Die Auktion endete am 11. Januar mit einem erfolgreichen Gebot von 38.100 Dollar, so dass sich die Endsumme auf 1.037.100 Dollar brutto belief.
Während der Auktion im Januar 2006 war die Website Gegenstand eines Distributed Denial-of-Service-Angriffs (DDoS) und einer Lösegeldforderung, wodurch sie eine Woche lang für Besucher unzugänglich war, während ihr Sicherheitssystem aufgerüstet wurde. Das Federal Bureau of Investigation und die Wiltshire Constabulary untersuchten den Angriff und Erpressungsversuch.

## Geschichte
Alex Tew konzipierte The Million Dollar Homepage im August 2005, als er 21 Jahre alt war.
Er stand kurz davor, ein dreijähriges Betriebswirtschaftsstudium an der Universität von Nottingham zu beginnen, und war besorgt, dass er mit einem Studentendarlehen zurückbleiben würde, dessen Rückzahlung Jahre dauern könnte. Als Geldbeschaffungsidee beschloss Tew, eine Million Pixel auf einer Website für je 1 Dollar zu verkaufen; die Käufer würden ihr eigenes Bild, Logo oder Werbung hinzufügen und hätten die Möglichkeit, einen Hyperlink zu ihrer Website einzubauen. Die Pixel wurden für US-Dollar statt für britische Pfund verkauft; die USA haben eine größere Online-Bevölkerung als das Vereinigte Königreich, und Tew glaubte, dass sich mehr Menschen für das Konzept interessieren würden, wenn die Pixel in US-Währung verkauft würden. Im Jahr 2005 war das Pfund gegenüber dem Dollar stark: 1 Pfund war etwa 1,80 Dollar wert, und dieser Preis pro Pixel war möglicherweise für viele potenzielle Käufer zu teuer. Die Einrichtungskosten von Tew beliefen sich auf 50 €, mit denen die Registrierung des Domainnamens und ein grundlegendes Webhosting-Paket bezahlt wurden. Die Website ging am 26. August 2005 online.
Die Homepage bestand aus einem Web-Banner mit dem Namen der Website und einem Pixelzähler, der die Anzahl der verkauften Pixel anzeigte, einer Navigationsleiste mit neun kleinen Links zu den internen Webseiten der Website und einem leeren quadratischen Raster von 1.000.000 Pixeln, das in 10.000 100-Pixel-Blöcke unterteilt war. Tew versprach den Kunden, dass die Website mindestens fünf Jahre lang online bleiben würde, d. h. bis mindestens 26. August 2010.
Da einzelne Pixel zu klein sind, um gut sichtbar zu sein, wurden die Pixel in 100-Pixel-„Blöcken“ von 10 × 10 Pixeln verkauft; der Mindestpreis betrug somit 100 Dollar.
Der erste Verkauf, drei Tage nachdem die Website in Betrieb genommen wurde, ging an eine Online-Musik-Website, die von einem Freund von Tew betrieben wurde. Er kaufte 400 Pixel in einem Block von 20 × 20 Pixeln. Nach zwei Wochen hatten Freunde und Familienmitglieder von Tew insgesamt 4.700 Pixel gekauft. Die Website wurde zunächst nur durch Mundpropaganda vermarktet; nachdem die Website jedoch 1.000 Dollar eingebracht hatte, wurde eine Pressemitteilung verschickt, die von der BBC aufgegriffen wurde.
Die Technologie-Nachrichten-Website The Register enthielt im September zwei Artikel auf der The Million Dollar Homepage. Bis zum Ende des Monats hatte The Million Dollar Homepage 250.000 Dollar erhalten und stand auf Platz 3 der Liste der „Movers and Shakers“ von Alexa Internet hinter den Websites von Britney Spears und Photo District News. Am 6. Oktober meldete Tew, dass die Website 65.000 Einzelbesucher hatte; sie erhielt 1465 Diggs und wurde damit zu einer der meistbesuchten Digg-Links der Woche. Elf Tage später war die Zahl auf 100.000 Einzelbesucher gestiegen.
Am 26. Oktober, zwei Monate nach dem Start der Million Dollar Homepage, waren mehr als 500.900 Pixel an 1.400 Kunden verkauft worden. Zu Silvester berichtete Tew, dass die Website stündlich von 25.000 Einzelbesuchern angeklickt wurde und einen Alexa-Rang von 127 hatte, und dass 999.000 der 1.000.000 Pixel verkauft worden waren.
Am 1. Januar 2006 kündigte Tew an, dass es aufgrund der großen Nachfrage nach den letzten 1.000 Pixeln „am fairsten und logischsten“ sei, sie bei eBay zu versteigern, anstatt „die Integrität und den Grad der Exklusivität, die dem Millionen-Pixel-Konzept innewohnen“, durch den Start einer zweiten Millionen-Dollar-Homepage zu verlieren. Die Auktion dauerte zehn Tage und erhielt 99 legitime Gebote. Obwohl Gebote für Beträge von bis zu 160.109,99 Dollar eingingen, wurden viele von den Bietern entweder zurückgezogen oder als Schwindel annulliert.
„Ich habe die Leute tatsächlich telefonisch kontaktiert und es stellte sich heraus, dass sie es nicht ernst gemeint hatten, was ziemlich frustrierend ist, also habe ich diese Bieter in letzter Minute entfernt“, sagte Tew. Das Angebot, das den Zuschlag erhielt, belief sich auf 38.100 Dollar und wurde von MillionDollarWeightLoss.com, einem Online-Shop für diätetische Produkte, abgegeben.
Tew bemerkte, dass er aufgrund des Medieninteresses mit einem höheren Endgebot gerechnet habe. Die Million Dollar Homepage machte in fünf Monaten eine Bruttosumme von 1.037.100 Dollar.
Nach Kosten, Steuern und einer Spende an The Prince’s Trust, einer Wohltätigkeitsorganisation für junge Menschen, rechnete Tew mit einem Nettoeinkommen von 650.000 bis 700.000 Dollar.

## Mediale Präsenz
Nach der Pressemitteilung vom September, die die Aufmerksamkeit auf die Website lenkte, wurde The Million Dollar Homepage in Artikeln auf BBC Online, The Register, The Daily Telegraph und PC Pro vorgestellt.
Tew erschien auch in den nationalen Frühstücksfernsehprogrammen Sky News Sunrise und BBC Breakfast, um über die Website zu diskutieren.
Im November wurde die Website weltweit immer beliebter und erhielt Aufmerksamkeit von der Financial Times in Deutschland, TVNZ in Neuseeland, Terra Networks in Lateinamerika, der China Daily und vor allem in den Vereinigten Staaten, wo über sie in Adweek, Florida Today und Wall Street Journal berichtet wurde.
Tew stellte einen in den USA ansässigen Publizisten ein, um die Aufmerksamkeit der amerikanischen Medien auf sich zu lenken, und unternahm eine einwöchige Reise in die USA, wo er von ABC News Radio, dem Fox News Channel, Attack of the Show! und lokalen Nachrichtensendungen interviewt wurde.
Das Konzept wurde als „einfach und brillant“, „clever“, „genial“ und „eine einzigartige Plattform [für Werbung], die auch ein bisschen Spaß macht“ beschrieben.
Professor Martin Binks, Direktor des Instituts für unternehmerische Innovation der Universität Nottingham, sagte: „Es ist brillant in seiner Einfachheit [...] Werbetreibende wurden durch seine Neuartigkeit angezogen [...] die Website ist zu einem Phänomen geworden.“
Don Oldenburg von der Washington Post war einer der wenigen ohne Lob für die Website und nannte sie eine „billige, wahnsinnig lukrative Marketing-Monstrosität, ein Werbe-Badeland aus Spam, Bannerwerbung und Pop-ups.“ Oldenburg fährt fort: „Sie sieht aus wie ein Schwarzes Brett auf Designer-Steroiden, ein Werbezugwrack, das man sich nicht übersehen kann. Es ist, als bekämen Sie jede Pop-up-Werbung, die Sie je in Ihrem Leben erhalten haben, auf einmal. Es ist das Internet-Äquivalent zu dem plötzlichen Gefühl, duschen zu wollen.“
Während die letzten Pixel versteigert wurden, wurde Tew bei Richard & Judy interviewt und im Online-Magazin der BBC News vorgestellt.
Das Wall Street Journal schrieb über The Million Dollar Homepage und ihre Auswirkungen auf die Internet-Community: „Mr. Tew selbst hat in der Internet-Gemeinschaft Berühmtheit erlangt [...] der kreative Erguss [...] zeichnet ein interessantes Bild des Online-Unternehmertums.“
Tew brach das Wirtschaftsstudium, für dessen Finanzierung das Projekt eingerichtet wurde, nach einem Semester ab. Im Jahr 2008 gründete Tew Popjam, ein Unternehmen für Internet-Aggregation und soziale Netzwerke. Im Jahr 2016 war Tew als Unternehmer in San Francisco tätig.
Eine 2017 von der Harvard-Universität durchgeführte Studie ergab, dass die noch aktive Website einen beträchtlichen Grad an toten Links aufweist. Von den 2.816 ursprünglichen Links waren 547 (342.000 Pixel, verkauft für $342.000) tot, und 489 (145.000 Pixel, verkauft für $145.000) wurden auf eine andere umgeleitet. Der Bericht stellte außerdem fest, dass von den verbleibenden Links „die Mehrheit nicht ihrem ursprünglichen Zweck zu entsprechen scheint.“